# Crkva sv. Ilije u Metkoviću
Župna crkva sv. Ilije rimokatolička je crkva koja se nalazi u starom dijelu Metkovića, na lijevoj strani rijeke Neretve, na padinama brežuljka Predolac.

## Povijest
Župa sv. Ilije uspostavljena je 31. ožujka 1719. godine, a nalazi se na području grada Metkovića, na lijevoj strani rijeke Neretve. 
Prva crkva u Metkoviću nalazila se na mjestu današnje crkve na padinama brežuljka Predolac i bila je posvećena Uznesenju Marijinom. Bila je to mala crkva sazidana od suhozida i pokrivena slamom, jer su se u ta vremena kuće u Donjem Poneretavlju pokrivale slamom ili kamenim pločama. Župna crkva sv. Ilije izgrađena je na mjestu te starije crkve 1700. godine. Proširivana je 1780. i 1830. godine. Međutim, crkva je ubrzo postala trošna i pretijesna za župu koja je brojčano rasla, pa se pomišljalo na gradnju nove i veće crkve. Godine 1858. carica Elizabeta obdarila je crkvu s nešto robe. To je početak traženja sredstava za gradnju nove crkve za koju je nacrt izradio ing. Juraj Marocochi. Gradnja crkve centralnog tlocrta počela je 1867. godine i dovršena ja tri godine kasnije. Sagrađena je u neoromaničkom i neogotičkom stilu. 

## Opis
Latinski križ (25x15 m) osnovica je tlocrta crkve. Ona je trobrodna građevina s apsidom u svetištu. Glavnu lađu dijeli od sporednih niz stupova s lukovima. Pročelje je ukrašeno jednostavnim portalom. U luku (luneti) iznad vratiju je slika sv. Ilije. U sredini pročelja, iznad portala, kamena je ruža (rozeta). Pročelje, a i ostali zidovi lađa, završavaju jednostavnom kornižom ukrašenom slijepim patuljastim arkadama. Na uglovima pročelja, kao i na zidovima prekrižnih lađa, nalaze se lezene sa završnim kapitelima nad kojima su ukrasni tornjići (slični gotičkim fijalama). Svjetlo u crkvu dolazi preko velikih prozora lađa, koji su s vremenom ukrašeni oslikanim prozorima (vitrajima) stakloslikara Ivana Marinkovića.
Iz stare crkve sačuvana je Gospina slika na drvetu i slike Isusovog Križnog puta iz 18. stoljeća, koje su u novije vrijeme obnovljeni. Crkva je posvećena tek 1930. godine.
Dva reda lukova dijele unutrašnjost crkve na tri lađe. U crkvi se nalazi pet mramornih oltara arhitektonskog tipa od kojih su četiri (glavni sa drvenim kipom Uskrslog Krista, Gospin, sv. Ante i sv. Josipa s pripadajućim drvenim kipovima) izrađeni u splitskoj radionici Bilinić u periodu od 1878. do 1918. godine dok je oltar Krista Kralja s pripadajućim drvenim kipom postavljen 1940. godine i rad je klesara Ante Franka iz Splita.

## Kronologija radova na crkvi
- 1867. godine počela je gradnja nove crkve u vrijeme župnika fra Vice Janovića;
- 1870. godine završeni su radovi na glavnoj zgradi i na crkvu je stavljen krov;[5]
- 1872. godine podignut je zvonik visok 35 metara sa sjeverne strane crkve;
- 1875. godine postavljen je sat kojega je proizveo I. Solari iz Trsta;
- 1878. godine izrađen je glavni oltar u radionici altariste majstora Pava Bilinića u Splitu;
- 1878. godine izrađen je u Bilinićevoj radionici prvi pobočni oltar posvećen Blaženoj Djevici Mariji;
- 1887. godine izrađen je u Bilinićevoj radionici drugi pobočni oltar posvećen sv. Josipu;
- 1898. godine postavljene su crkvene orgulje;
- 1908. godine na krajevima glavnog oltara postavljeni su kipovi sv. Ćirila i Metoda, vjerojatno iz radionice majstora Bilinića u Splitu;
- 1918. godine izrađen je u Bilinićevoj radionici treći pobočni oltar posvećen sv. Anti;
- 1928. godine crkvu su dekorirali braća Šimun i Mirko Ugrin;
- 1930. godine crkva je posvećena;
- 1940. godine izrađen je posljednji četvrti pobočni oltar posvećen Kristu Kralju izradio je Ante Frank;
- 1948. godine završena je trogodišnja obnova crkve koja je oštećena u Drugom svjetskom ratu;
- 1958. godine sa sjeverne strane crkve podignuta je pećina Gospe Lurdske, prigodom 100. godišnjice ukazanja u Lourdesu;
- 1963. godine postavljene su nove orgulje, nabavljene od tvrtke Franca Jenka u Ljubljani, nakon što su prvotne orgulje oštećena još u Drugom svjetskom ratu;
- 1970. godine na crkvi je promijenjen krov;
- 1972. godine betoniran je teren oko crkve;
- 1973. godine obnovljena je unutrašnjost crkve, odvojena je oltarna menza i od nje napravljen oltar prema puku, a uvedena je i nova električna instalacija;
- 1990. godine postavljen je novi razglas a na prozor sakristije postavljen je, prema Plečnikovu medaljonu iz crkve Gospe Lurdske u Zagrebu, vitraj Kraljice Hrvata, rad akademskog slikara Josipa Botterija Dinija;
- 1995. godine crkva je obnovljena prema projektu ing. T. Tokića. Na krov je stavljena betonska ploča i na nju cigla, stavljene su nove električne instalacije. Unutrašnjost crkve je rekonstruirana po idejnom rješenju dr. fra Bernardina Škunce, menza je vraćena na svoje prijašnje mjesto, a ispred oltara postavljen pomični metalni oltar prema puku, rad akademskog kipara Marka Gugića.
- 2006. godine crkva je klimatizirana.
- 2023. obnovljene su orgulje i sat je zamjenjen kamenom rozetom.[6]

### Spomenik ocu Anti Gabriću
Ispred crkve je 21. listopada 1990. godine, na drugu obljetnicu smrti, otkriven spomenik metkovskom svećeniku, isusovcu, misionaru i slugi Božjem ocu Anti Gabriću. Spomenik je izradila akademska kiparica Nina Sedlar. O ocu Anti Gabriću i spomeniku na otvorenju govorio je župnik fra Mirko Buljac, koje je istaknuo da je: 
| „                                       | ...kip ukorijenjen u zemlju ispred crkve u kojoj je o. Ante kršten, bez postolja, mršav i napet u gandijevskom stilu. | ” |
| — fra Mirko Buljac, 21. listopada 1990. | |   |

## Zaštita
Pod oznakom Z-6644 zavedeno je kao nepokretno kulturno dobro - pojedinačno, pravna statusa zaštićena kulturnog dobra, klasificirano kao "sakralna građevina".

## Zanimljivosti
- Žudije župe Sv. Ilije, najstarije su žudije u Hrvatskoj, osnovane 1857. godine.[7]

## Vanjske poveznice
- Službene mrežne stranice Župe sv. Ilije u Metkoviću  Arhivirana inačica izvorne stranice od 5. siječnja 2015. (Wayback Machine)